# Walter Rantasa
Walter Rantasa (Viena, 14 de febrero de 1966) es un deportista austríaco que compitió en remo.
Ganó siete medallas en el Campeonato Mundial de Remo entre los años 1989 y 1995. Participó en los Juegos Olímpicos de Atlanta 1996, ocupando el quinto lugar en la prueba de doble scull ligero.

## Palmarés internacional
| Campeonato Mundial | Campeonato Mundial            | Campeonato Mundial | Campeonato Mundial  |
| Año                | Lugar                         | Medalla            | Prueba              |
| ------------------ | ----------------------------- | ------------------ | ------------------- |
| 1989               | Bled (Yugoslavia)             | Medalla de oro     | Doble scull ligero  |
| 1990               | Tasmania (Australia)          | Medalla de bronce  | Doble scull ligero  |
| 1991               | Viena (Austria)               | Medalla de plata   | Doble scull ligero  |
| 1992               | Montreal (Canadá)             | Medalla de plata   | Doble scull ligero  |
| 1993               | Račice (República Checa)      | Medalla de oro     | Cuatro scull ligero |
| 1994               | Indianápolis (Estados Unidos) | Medalla de oro     | Cuatro scull ligero |
| 1995               | Tampere (Finlandia)           | Medalla de oro     | Cuatro scull ligero |